# Chiesa di San Tommaso Apostolo (Perteole)
La chiesa di San Tommaso Apostolo è la parrocchiale di Perteole, in provincia di Udine ed arcidiocesi di Gorizia; fa parte del decanato di Cervignano del Friuli.

## Storia
La prima chiesa di Perteole di cui si abbiano notizie fu costruita nel 1567 dal capomastro Pietro Grego e venne consacrata nel 1570. Si sa che questa chiesa venne riconsacrata nel 1687. Nel 1749 venne abbellito il presbiterio.
L'attuale parrocchiale a tre navate ed in stile barocco venne edificata nel 1769 su progetto di Girolamo Mocenigo. Nel 1903 vennero dipinti dai fratelli Filipponi di Udine degli affreschi nelle navate e, nello stesso anno, furono realizzate due cappelle per ospitare gli altari laterali. 
Tra il 1935 ed il 1940 la chiesa venne restaurata e furono eseguiti gli affreschi del presbiterio, opera di Tiburzio Donadon.